# Condado de Casa Miranda
El condado de Casa Miranda es un título nobiliario español creado por el rey Alfonso XII mediante real decreto del 4 de junio de 1877, y real despacho del 13 de diciembre del mismo año, a favor de María Joaquina de Miranda y Rivas y en memoria de su esposo, Ángel Vallejo y Villa, ministro de la Corona.

## Condes de Casa Miranda
|                          | Titular                           | Periodo                  |
| Creación por Alfonso XII | Creación por Alfonso XII          | Creación por Alfonso XII |
| ------------------------ | --------------------------------- | ------------------------ |
| I                        | María Joaquina de Miranda y Rivas | 1877-1880                |
| II                       | Ángel Ramón Vallejo Miranda       | 1880-1902                |
| III                      | Rosa de Vallejo Echevarne         | 1903-1929                |
| IV                       | Carlos Miranda y Quartín          | 1950-1968                |
| V                        | Carlos Miranda y Elío             | 1970-hoy                 |

## Historia de los condes de Casa Miranda
- María Joaquina de Miranda y Rivas Gayoso y Díaz Pardo de Vallejo (m. Madrid, 12 de agosto de 1887), I condesa de Casa Miranda.[1]

Casó con Ángel Vallejo y Villa. El 23 de julio de 1880 le sucedió, por cesión, su hijo:
- Ángel Ramón Vallejo Miranda (m. París, 7 de septiembre de 1902),[3] II conde de Casa Miranda, diputado a Cortes, presidente de la sección de Hacienda y Ultramar del Consejo de Estado.[4]

Casó con Juana Echevarne. El 18 de diciembre de 1903 le sucedió su hija:
- Rosa de Vallejo Echevarne (Ponce, Puerto Rico, 18 de febrero de 1859-San Sebastián, 22 de septiembre de 1929), III condesa de Casa Miranda.[4]

Sin descendientes directos. El 15 de diciembre de 1950, tras convocatoria del 30 de abril de 1949 para que los interesados, Esperanza Bérriz y López y Carlos Miranda y Quartín, puedan «deducir las peticiones que crean convenientes a su derecho» (BOE del 13 de mayo), y orden del 20 de julio de 1950 para que se expida la correspondiente carta de sucesión en favor del segundo de los solicitantes (BOE del día 28 del mismo mes), le sucedió:
- Carlos Miranda y Quartín (18 de noviembre de 1895-Madrid, 15 de marzo de 1968), IV conde de Casa Miranda, subsecretario del Ministerio de Relaciones Exteriores entre 1947 y 1951, embajador en Bélgica (1951-1964) y en Francia (1964-1966).[7]

Casó con María Teresa de Elío y González de Amezúa, IV condesa de Casa Real de la Moneda. El 4 de febrero de 1970, tras solicitud cursada el 21 de septiembre de 1968 (BOE del 2 de octubre) y orden del 8 de enero de 1969 para que se expida la correspondiente carta de sucesión (BOE del día 25 del mismo mes), le sucedió su hijo:
- Carlos Miranda y Elío, V conde de Casa Miranda, V conde de Casa Real de la Moneda, diplomático.